# Sélestat AHB
Sélestat Alsace handball ist ein französischer Handballverein aus Sélestat.

## Geschichte
Der Club wurde im Jahr 1967 als SC Sélestat Handball gegründet. Nach einigen Jahren in den unteren Ligen wurde der Verein in der Saison 1978/79 Meister der 3. Liga und stieg danach in die 2. Liga und somit in den Profibereich auf. In der Saison 1989/90 stieg der Club in die 1. Liga, die „Ligue 1“, auf, in der man – mit den Unterbrechungen 1992/93 und 1996/97 – bis einschließlich der Saison 2014/15 spielte. Nachdem der Verein in der Spielzeit 2015/16 in der Division 2 antrat, gelang Sélestat die Rückkehr in die höchste französische Spielklasse.
Die beste Platzierung, die der Verein je erreichte, war der fünfte Platz in der Saison 1999/2000, wobei nur zwei Punkte zu einem Europapokalplatz fehlten.
Aufgrund seines für die „Ligue 1“ verhältnismäßig kleinen Budgets begann der Verein früh auf Jugendarbeit zu setzen. Der bekannteste Absolvent der Kaderschmiede von Sélestat ist der französische Nationaltorwart Thierry Omeyer (inzwischen Paris St. Germain, zwischenzeitlich u. a. THW Kiel). In den meisten Fällen musste der Verein seine Jugendspieler frühzeitig abgeben.

## Erfolge
Im Jahr 1995 erreichte das Team das Finale des französischen Pokals.

## Bekannte ehemalige Spieler
- Noah Gaudin
- Eric Gull
- Rock Feliho
- Heykel Megannem
- Volker Michel
- Thierry Omeyer
- Seufyann Sayad
- Igor Tschumak
- Issam Tej

## Bekannte ehemalige Trainer
- Radu Voina